# خيسوس بونيلا
خيسوس بونيلا (بالإسبانية: Jesús Bonilla)‏ هو مخرج وممثل إسباني، ولد في 1 سبتمبر 1955 في مدريد في إسبانيا.

## أعمال

### أفلام
- (1992) بيل إيبوكيه[2]

## وصلات خارجية
- خيسوس بونيلا على موقع IMDb (الإنجليزية)
- خيسوس بونيلا على موقع ألو سيني (الفرنسية)
- خيسوس بونيلا على موقع تيرنر كلاسيك موفيز (الإنجليزية)
- خيسوس بونيلا على موقع أول موفي (الإنجليزية)
- خيسوس بونيلا على موقع قاعدة بيانات الأفلام السويدية (السويدية)
- خيسوس بونيلا على موقع قاعدة بيانات الفيلم (الإنجليزية)
- خيسوس بونيلا على موقع كينوبويسك (الروسية)